# Distrito electoral local 27 de la Ciudad de México
El XXVII Distrito Electoral Local de Ciudad de México es uno de los 33 distritos electorales locales en los que se encuentra dividido el territorio de Ciudad de México. Su cabecera es la alcaldía Iztapalapa.

## Ubicación
Limita al norte con el distrito XXII y al este con el distrito XXIX, ambos en Iztapalapa, al sur con el distrito VII de Tláhuac y al este con el municipio de La Paz en el Estado de México.

## Congreso de la Ciudad de México (desde 2018)
| Diputado              | Grupo parlamentario | Legislatura | Periodo     |
| --------------------- | ------------------- | ----------- | ----------- |
| Marisela Zúñiga Cerón |                     | I II        | 2018 - 2024 |
| Víctor Varela López   | III                 | 2024 -      |             |

## Resultados electorales

### 2021
|  | 59.1015 % |

|  | 15.8399 % |

|  | 6.4780 % |

|  | 2.5042 % |

|  | 1.0485 % |

|  | 2.0511 % |

|  | 0.6286 % |

|  | 3.8487 % |

|  | 1.1231 % |

|  | 0.1036 % |

|  | 3.7257 % |

|  | 100.00 % |